# Rustur
 Der er for få eller ingen kildehenvisninger i denne artikel, hvilket er et problem. Du kan hjælpe ved at angive troværdige kilder til de påstande, som fremføres i artiklen.

En rustur er en introduktionstur for nye studerende ved de højere danske læreanstalter.
Typisk et forløb på et par dage, hvor de nye studerende kan deltage i gruppedannende aktiviteter. Rusture har til formål at skabe grobund for et godt netværk i livet som studerende og introducere generelt til læreanstalten.
Rusturen organiseres af ældre studerende, de såkaldte rusvejledere. Det er efterhånden kutyme at uddanne rusvejledere, så de er orienteret om deres ansvar og rolle på rusturen. Endvidere erhverves kundskaber indenfor gruppepsykologi, ledelse og kommunikation, så de kan håndtere de forskellige situationer på rusturen.
Ordet "rus" har intet at gøre med alkohol. Rus er den sidste ende af 'depositurus', som betyder "Den mand, der skal til at aflægge..." i den betydning af den førsteårsstuderende aflægger sine bondske vaner og forestillinger og træder ind i det akademiske borgerskab.

## References
1. ↑   Balslev, Ole (2009-12-18). "Horn". Weekendavisen, Nr 51. s. 6. {{cite news}}: |access-date= kræver at |url= også er angivet (hjælp)